# 非洲桑
非洲桑（Morus mesozygia）是桑属的一种植物，原产于非洲热带地区，高度可达30米，木材可以制作家具，果实可以食用，当地的黑猩猩等生物会食用其果实，当地人会使用它来治疗风湿病、腰痛等。